# غريغوري إم. أوير
غريغوري إم. أوير (بالإنجليزية: Gregory M. Auer)‏ هو مصور سينمائي وكاتب سيناريو أمريكي، ولد في 22 ديسمبر 1937، وتوفي في 12 يونيو 1993.

## وصلات خارجية
- غريغوري إم. أوير على موقع IMDb (الإنجليزية)
- غريغوري إم. أوير على موقع قاعدة بيانات الفيلم (الإنجليزية)